# Salar de Uyuni

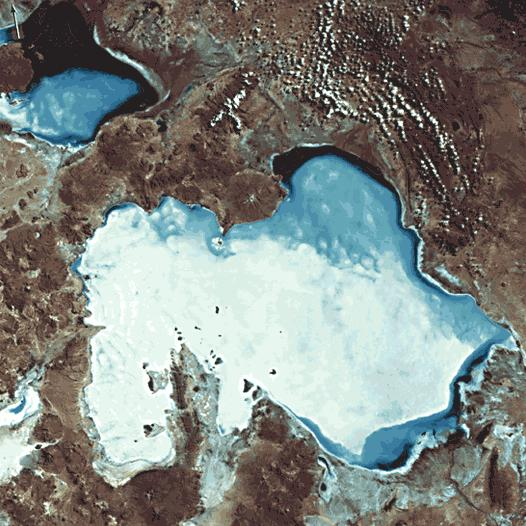
Salar de Uyuni nhìn từ không gian, với Salar de Coipasa ở góc trên cùng bên trái.

Salar de Uyuni (hay Salar de Tunupa) là bãi muối lớn nhất thế giới, với diện tích 10,582 km². Nó nằm ở tỉnh Daniel Campos, bộ Potosí ở phía tây nam Bôlivia, gần đỉnh của dãy Andes ở độ cao 3.656 mét trên mực nước biển.
Salar được hình thành như là kết quả của sự biến đổi giữa một số hồ tiền sử. Nó được bao phủ bởi một lớp vỏ muối dày vài mét, có độ phẳng đáng kinh ngạc với biến thiên độ cao trung bình trong khoảng một mét trên toàn bộ khu vực Salar. Lớp vỏ đóng vai trò như một nguồn muối và bao phủ một bể nước muối cực kì giàu lithium. Nó chứa 50% đến 70% trữ lượng lithium được biết đến trên thế giới theo một bài viết trong Foreign Policy năm 2009 của Joshua Keat. Diện tích lớn, bầu trời trong xanh và bề mặt phẳng đặc biệt đã khiến Salar là địa điểm lý tưởng để hiệu chỉnh độ cao của các vệ tinh quan sát Trái đất. Sau khi mưa, lớp nước đọng biến bãi muối thành mặt gương lớn nhất thế giới, với đường kính hơn 129 km.
Salar đóng vai trò là tuyến giao thông chính xuyên qua cao nguyên Andean của Bolivia và là nơi sinh sản chính của một số loài hồng hạc.

## Sự hình thành, địa chất và khí hậu
Salar de Uyuni là một phần của cao nguyên Andean, hay Altiplano của Bolivia ở Nam Mỹ. Altiplano được hình thành trong quá trình nâng cao dãy núi Andes. Cao nguyên bao gồm các hồ nước ngọt và nước mặn cũng như các bãi muối và được bao quanh bởi những ngọn núi không có đường thoát nước.

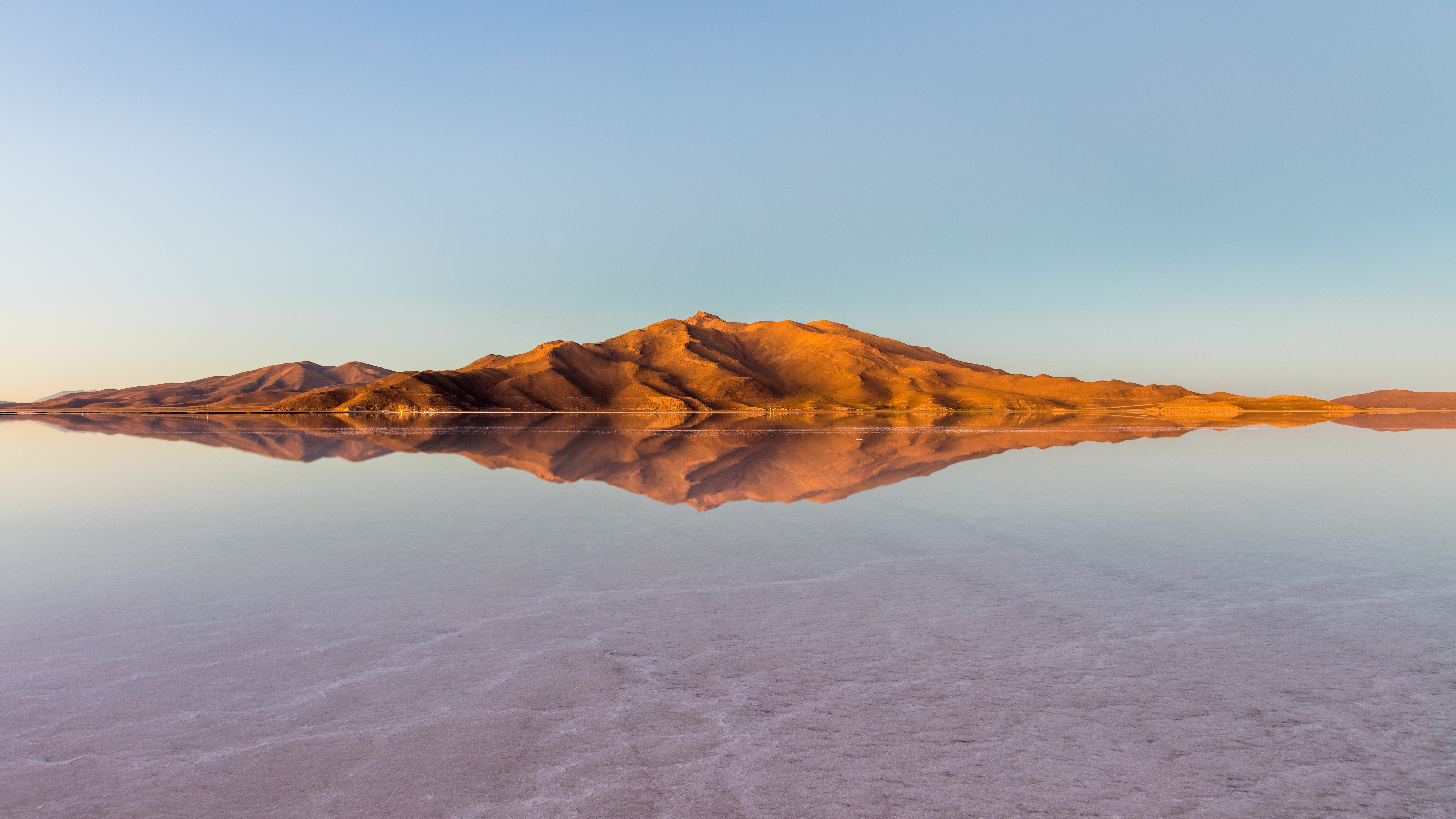
Những ngọn núi bao quanh bãi muối Uyuni trong ánh bình minh, tỉnh Daniel Campos, bộ Potosí, phía tây nam Bôlivia, không xa đỉnh của dãy Andes.

Lịch sử địa chất của Salar gắn liền với sự chuyển đổi tuần hoàn giữa một số hồ lớn. Khoảng 30.000 đến 42.000 năm trước, khu vực này là một phần của một hồ tiền sử khổng lồ là Hồ Minchin. Tuổi của nó được ước tính bằng phóng xạ carbon vỏ sò từ các trầm tích thoát ra và các rạn đá carbonate, và có sự khác biệt giữa các nghiên cứu khác nhau. Hồ Minchin (được đặt theo tên Juan B. Minchin của Oruro) sau đó biến đổi thành Hồ Paleo Tauca có độ sâu tối đa 140 mét (460 ft), và tuổi ước tính từ 13.000 đến 18.000 hoặc 14.900 đến 26.100 năm, tùy thuộc vào nguồn nghiên cứu. Hồ tiền sử gần đây nhất là Coipasa, có niên đại phóng xạ carbon từ 11,5 đến 13,400 năm trước. Khi khô cạn, nó tạo thành hai hồ nước hiện đại là Poopó và Uru Uru và hai sa mạc muối lớn là Salar de Coipasa và Salar de Uyuni. Hồ Poopó nằm lân cận với Hồ Titicaca lớn hơn nhiều. Trong mùa mưa, Titicaca tràn ra và xả vào Poopó, sau đó làm ngập Salar De Coipasa và Salar de Uyuni.
Bùn Lacustrine hòa lẫn với muối và bão hòa nước muối làm nền cho bề mặt của Salar de Uyuni. Nước muối là một dung dịch bão hòa natri chloride, lithium chloride và magiê chloride trong nước. Nó được bao phủ bởi một lớp vỏ muối rắn có độ dày từ hàng chục cm đến vài mét. Trung tâm của Salar có một vài hòn đảo, là phần còn lại của ngọn núi lửa cổ đại bị nhấn chìm trong thời đại của hồ Minchin. Chúng bao gồm các cấu trúc và trầm tích dễ vỡ, giống san hô, thường chứa hóa thạch và tảo.

Khu vực này có nhiệt độ trung bình tương đối ổn định với cao điểm là 21 °C vào tháng 11 đến tháng 1 và thấp điểm là 13 °C vào tháng Sáu. Ban đêm lạnh quanh năm, với nhiệt độ từ −9 °C đến 5 °C. Độ ẩm tương đối khá thấp và ổn định trong suốt cả năm ở mức 30% đến 45%. Lượng mưa cũng thấp ở mức 1 mm đến 3  mm mỗi tháng trong khoảng từ tháng 4 đến tháng 11, nhưng có thể tăng lên tới 80   mm vào tháng 1. Tuy nhiên, ngoại trừ tháng 1, ngay cả trong mùa mưa, số ngày mưa ít hơn 5 ngày mỗi tháng.

## Lợi ích kinh tế
Salar chứa một lượng lớn natri, kali, lithium và magiê (tất cả ở dạng chloride của NaCl, KCl, LiCl và MgCl2 tương ứng), cũng như borax. Với ước tính 9.000.000 tấn, Bolivia nắm giữ khoảng 7% tài nguyên lithium được biết đến trên thế giới; hầu hết tập trung ở Salar de Uyuni.

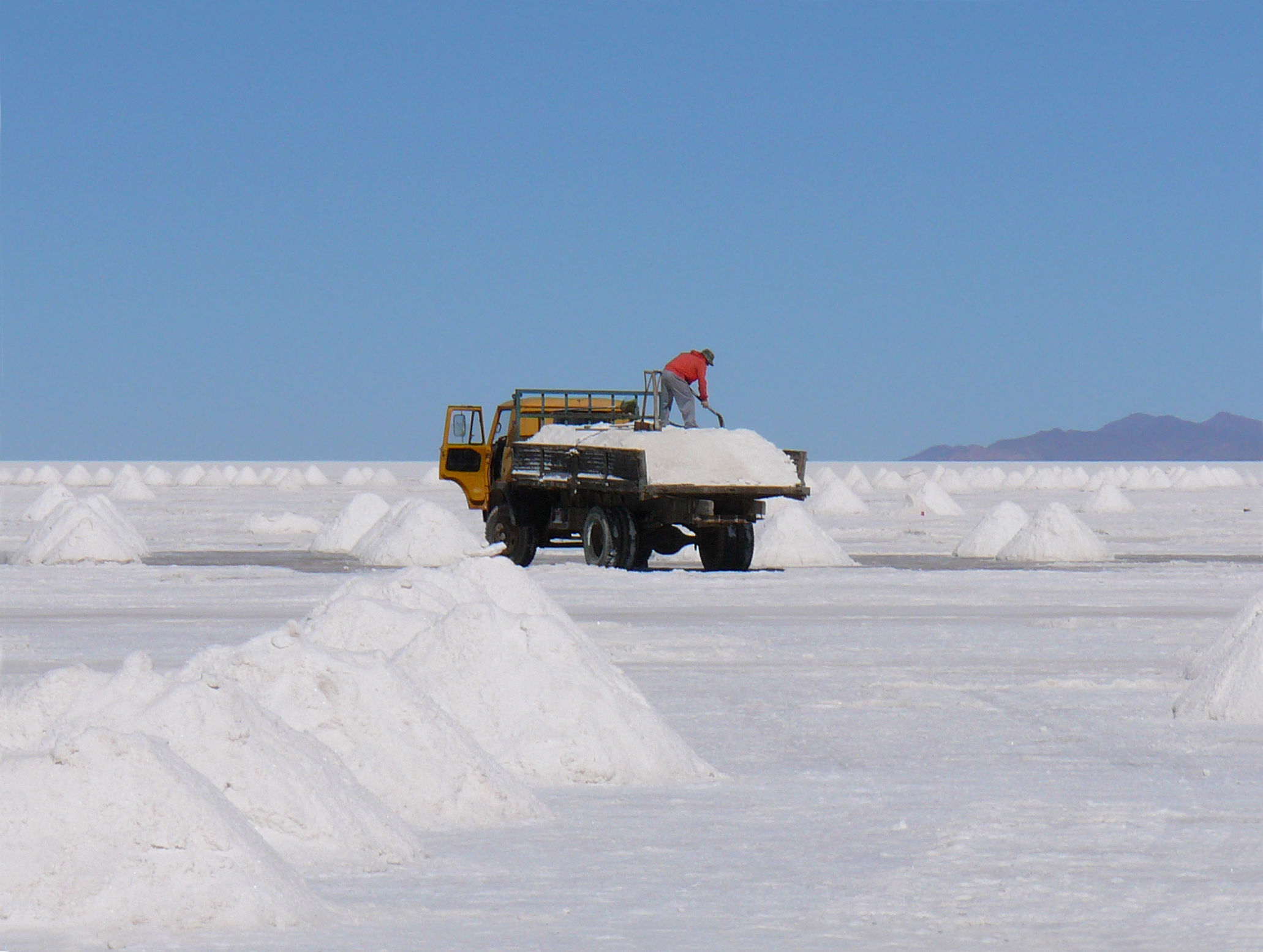
Sản xuất muối tại Salar.

Lithi được cô đặc trong nước muối dưới lớp vỏ muối với nồng độ tương đối cao khoảng 0,3%. Nó cũng có mặt trong các lớp trên cùng của khoáng thạch halit xốp nằm dưới lớp nước muối; tuy nhiên, nước muối lỏng dễ chiết xuất hơn, bằng cách xuyên qua lớp vỏ và bơm nước muối ra ngoài. Sự phân bố nước muối được quan sát bởi vệ tinh Landsat và được xác nhận trong các thử nghiệm khoan trên mặt đất. Sau những phát hiện này, một tập đoàn quốc tế có trụ sở tại Mỹ đã đầu tư 137 triệu đô la để phát triển khai thác lithium. Tuy nhiên, việc khai thác lithium vào những năm 1980 và 1990 của các công ty nước ngoài đã gặp phải sự phản đối mạnh mẽ từ cộng đồng địa phương. Người dân địa phương tin rằng tiền đầu tư khai thác sẽ không có ích gì cho họ.
Hiện tại không có nhà máy khai thác nào tại địa điểm này và chính phủ Bolivia không muốn cấp phép khai thác cho các tập đoàn nước ngoài. Thay vào đó, họ dự định liên doanh với ACI Systems Alemania GmbH, trong kế hoạch khai thác đạt sản lượng hàng năm là 35.000 tấn vào năm 2023.
Salar de Uyuni ước tính chứa 10 tỷ tấn (9,8 tỷ tấn dài; 11 tỷ tấn ngắn) muối, trong đó ít hơn 25.000 tấn được khai thác mỗi năm.
Do vị trí, diện tích rộng lớn và bằng phẳng, Salar là tuyến đường vận chuyển ô tô chính xuyên qua cao nguyên Altiplano, trừ mùa ngập nước.

## Hệ động thực vật

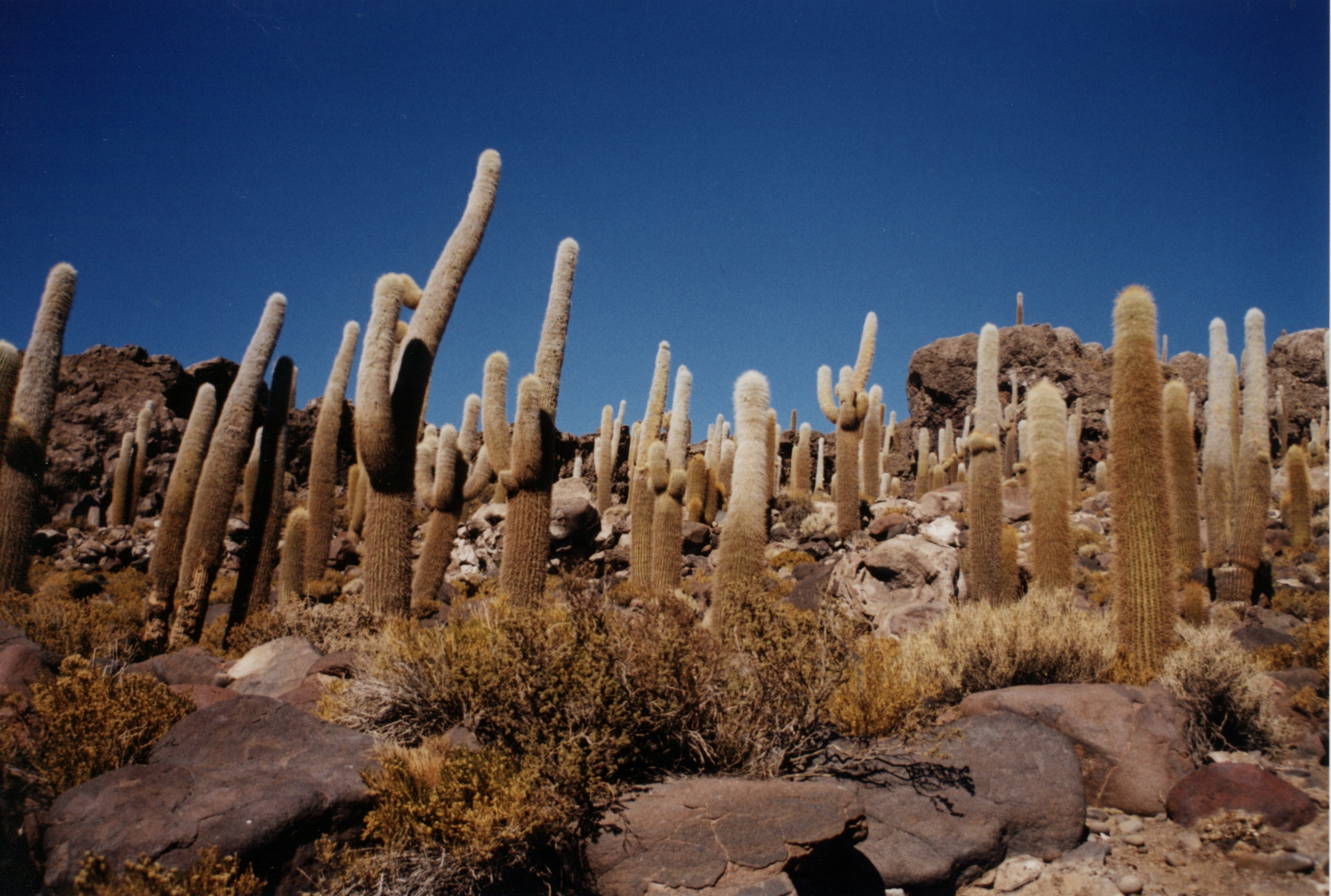
Một phần của đảo Incahuasi bên trong Salar, có xương rồng khổng lồ
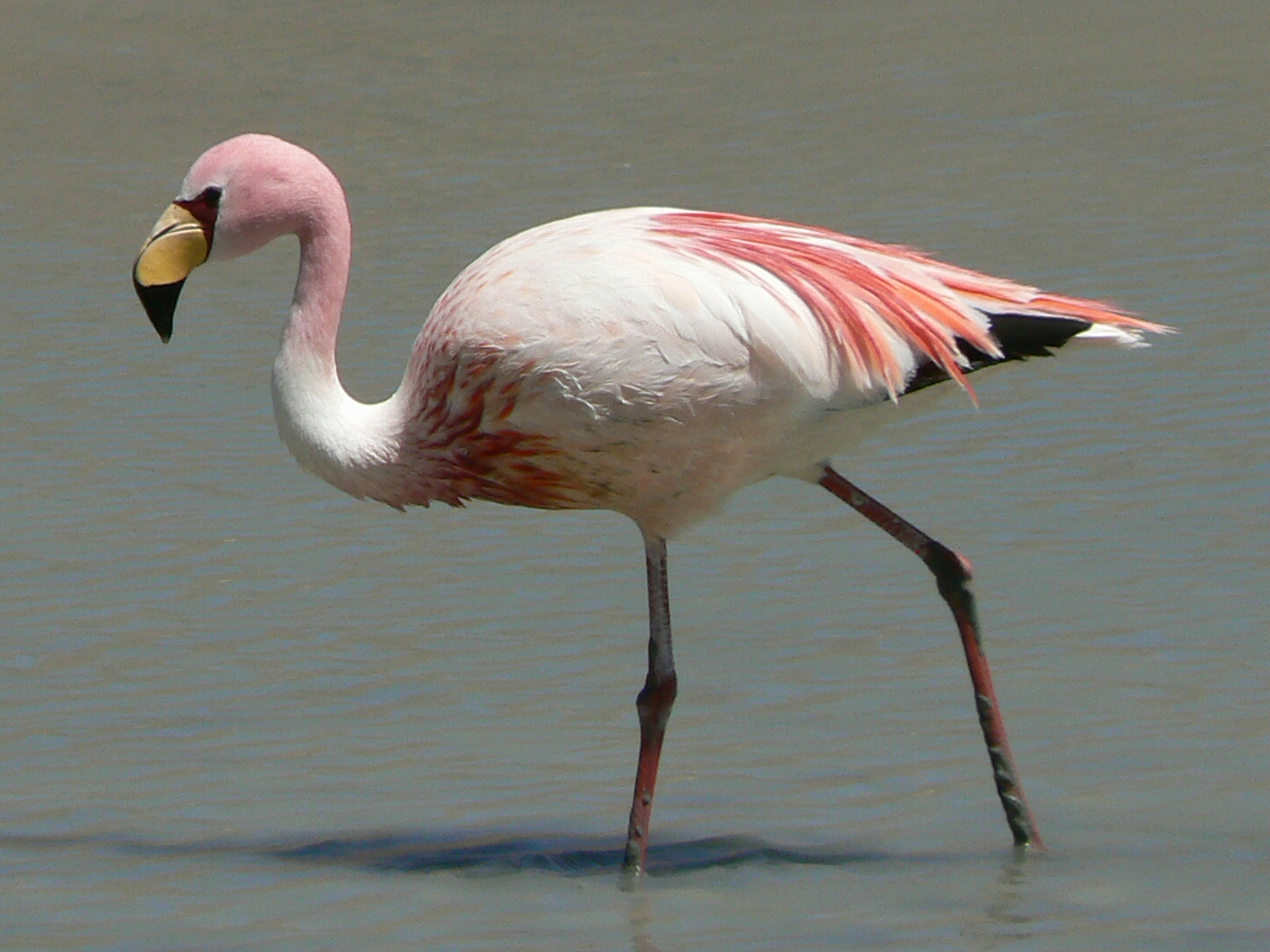
Chim hồng hạc James
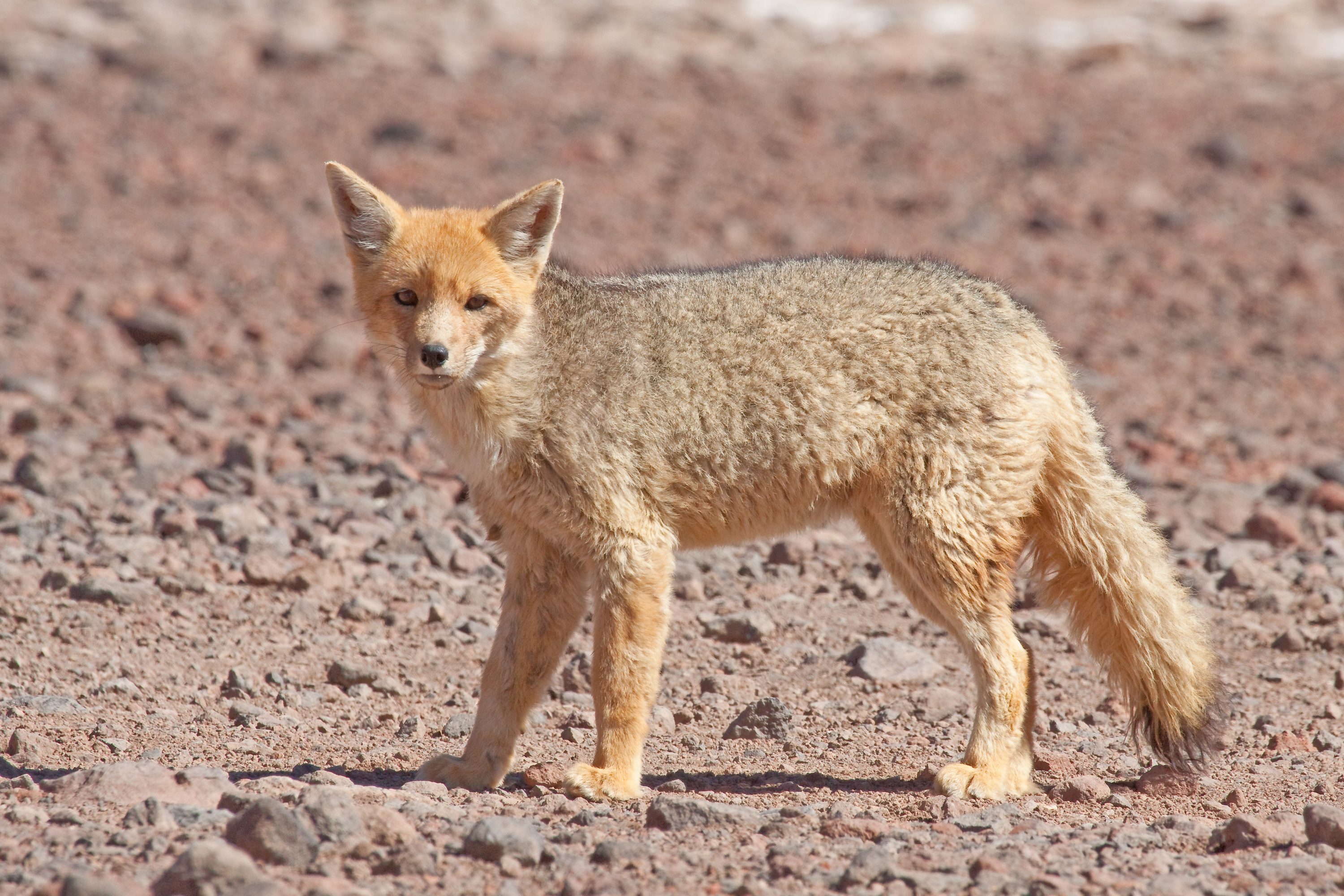
Culpeo
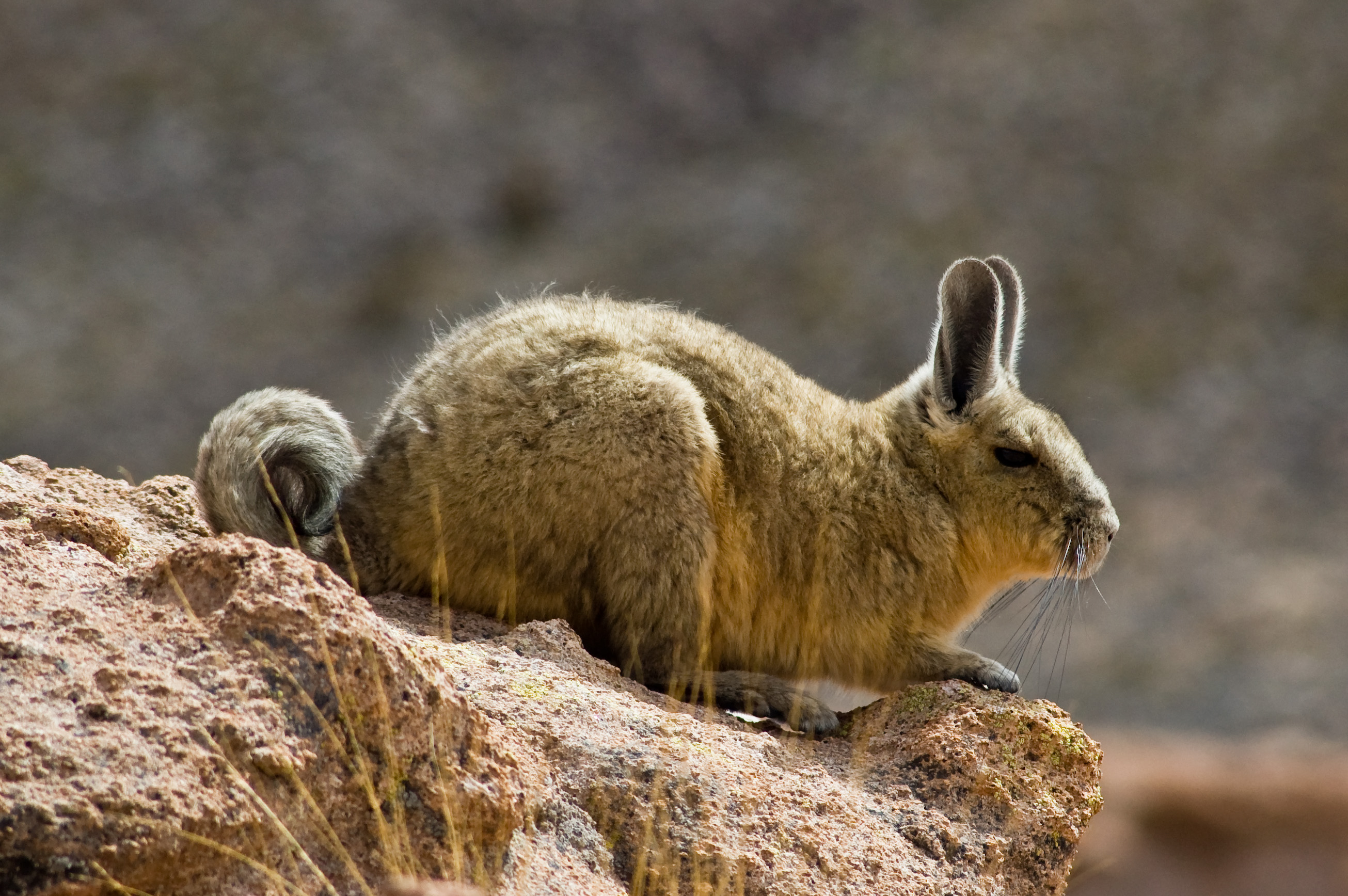
Vizcacha Bolivia
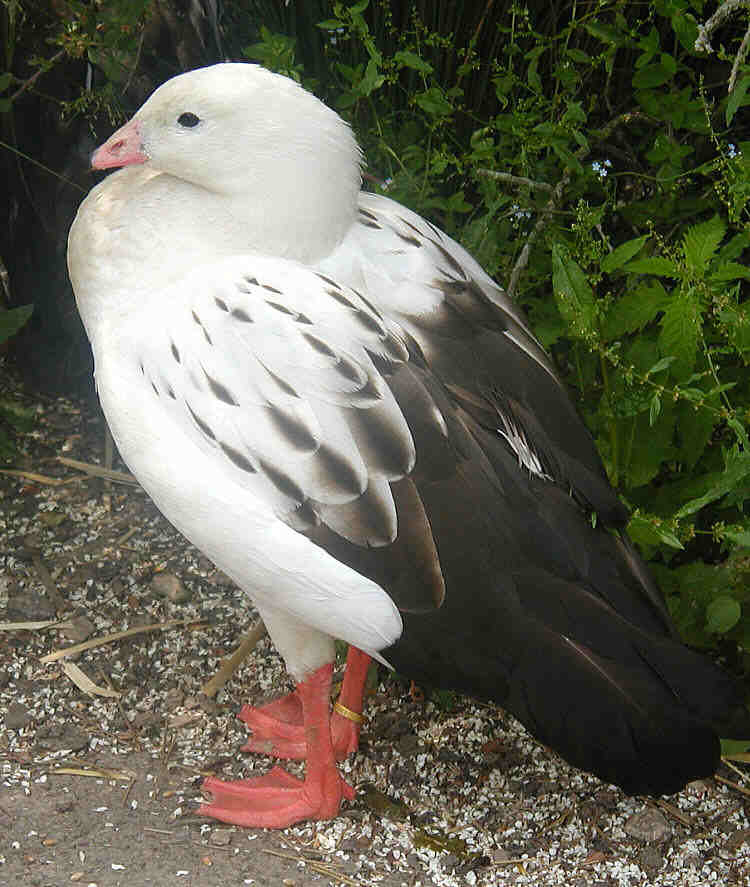
Ngỗng Andean
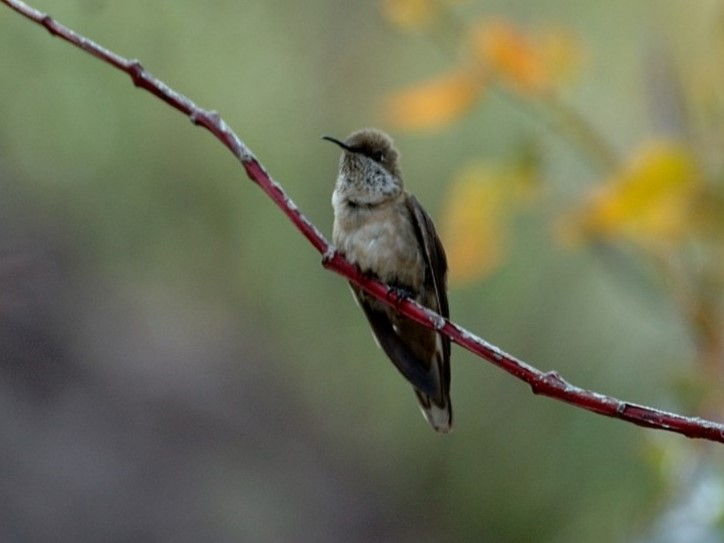
Chim ruồi Andean
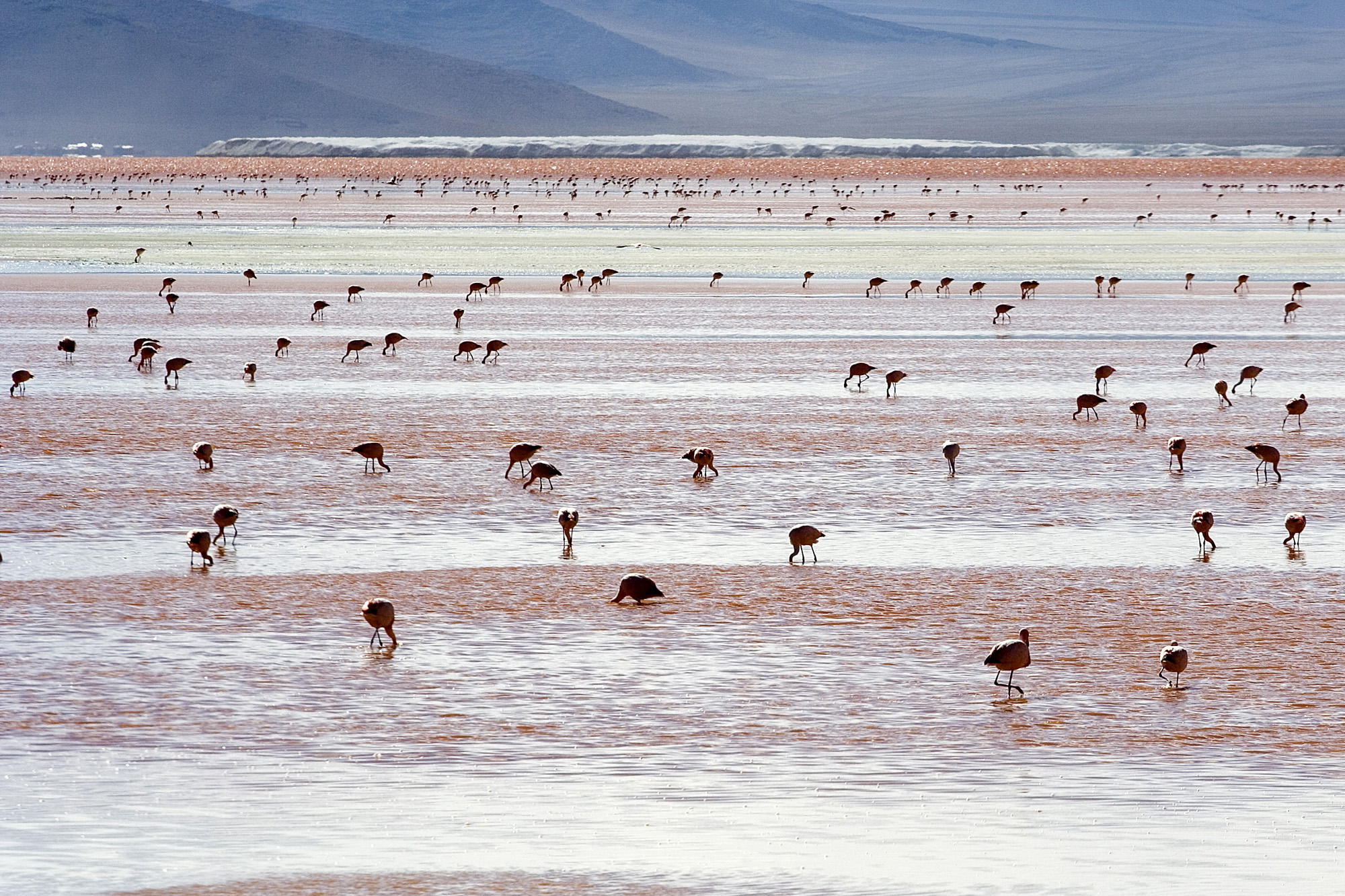
Chim hồng hạc Andean ở Laguna Colorada, phía nam Salar
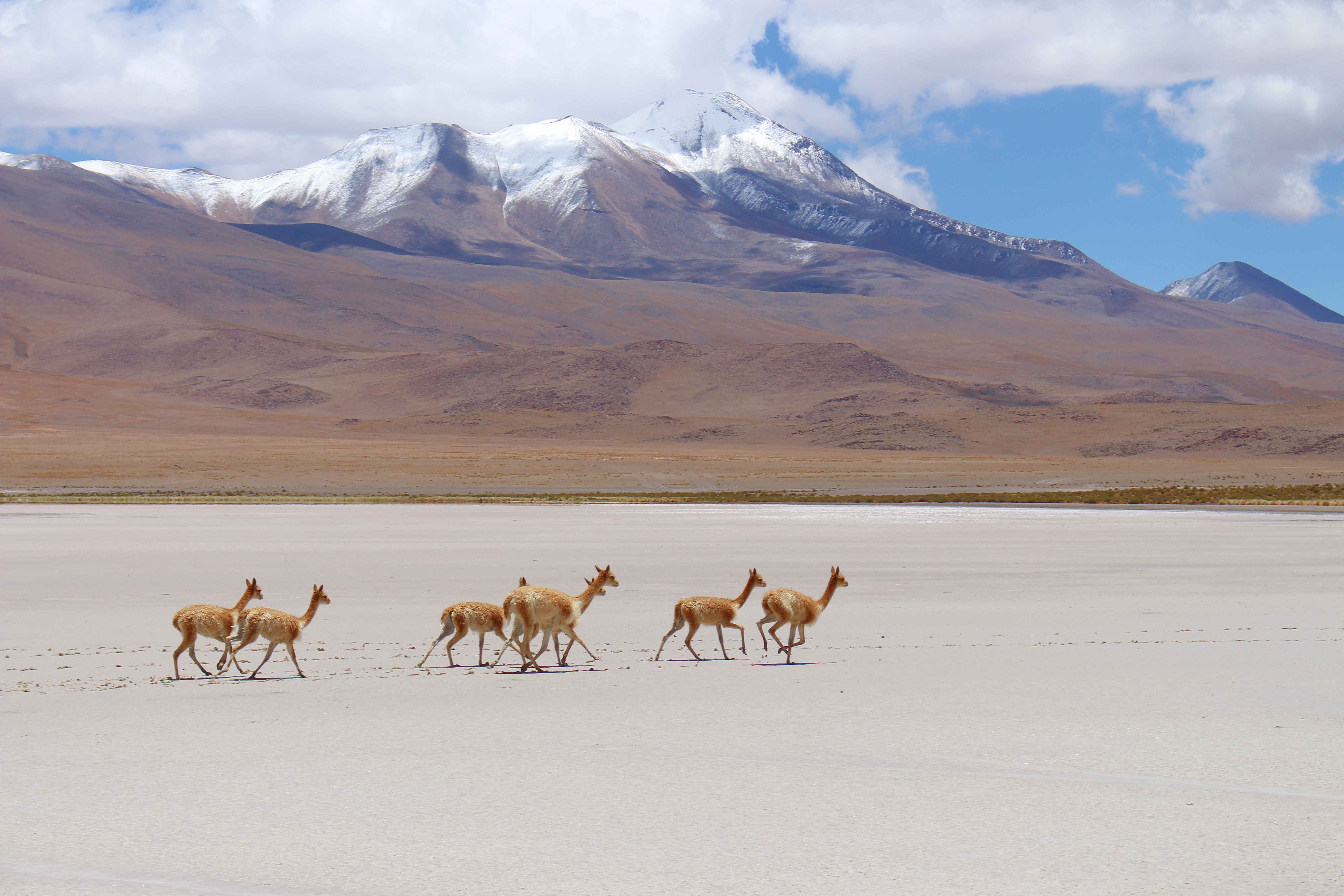
Vicuñas gần Salar De Uyuni, 2017

### Khách sạn muối

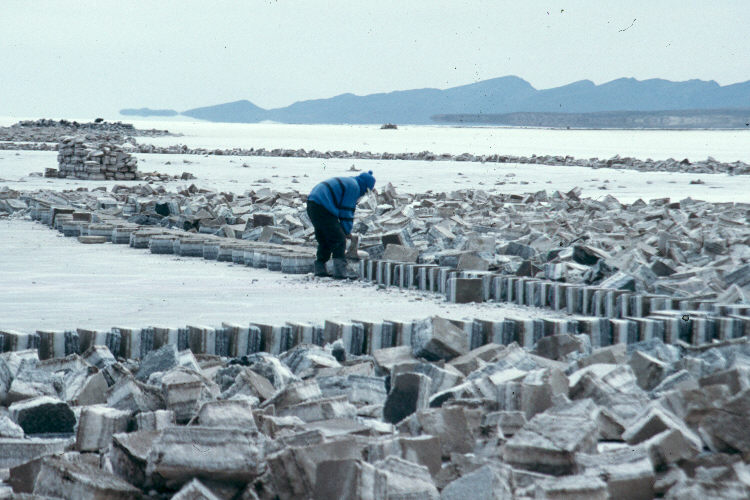
Sản xuất muối truyền thống tại Salar. Các khối muối như thế này được sử dụng để xây dựng khách sạn muối.

## Hình ảnh

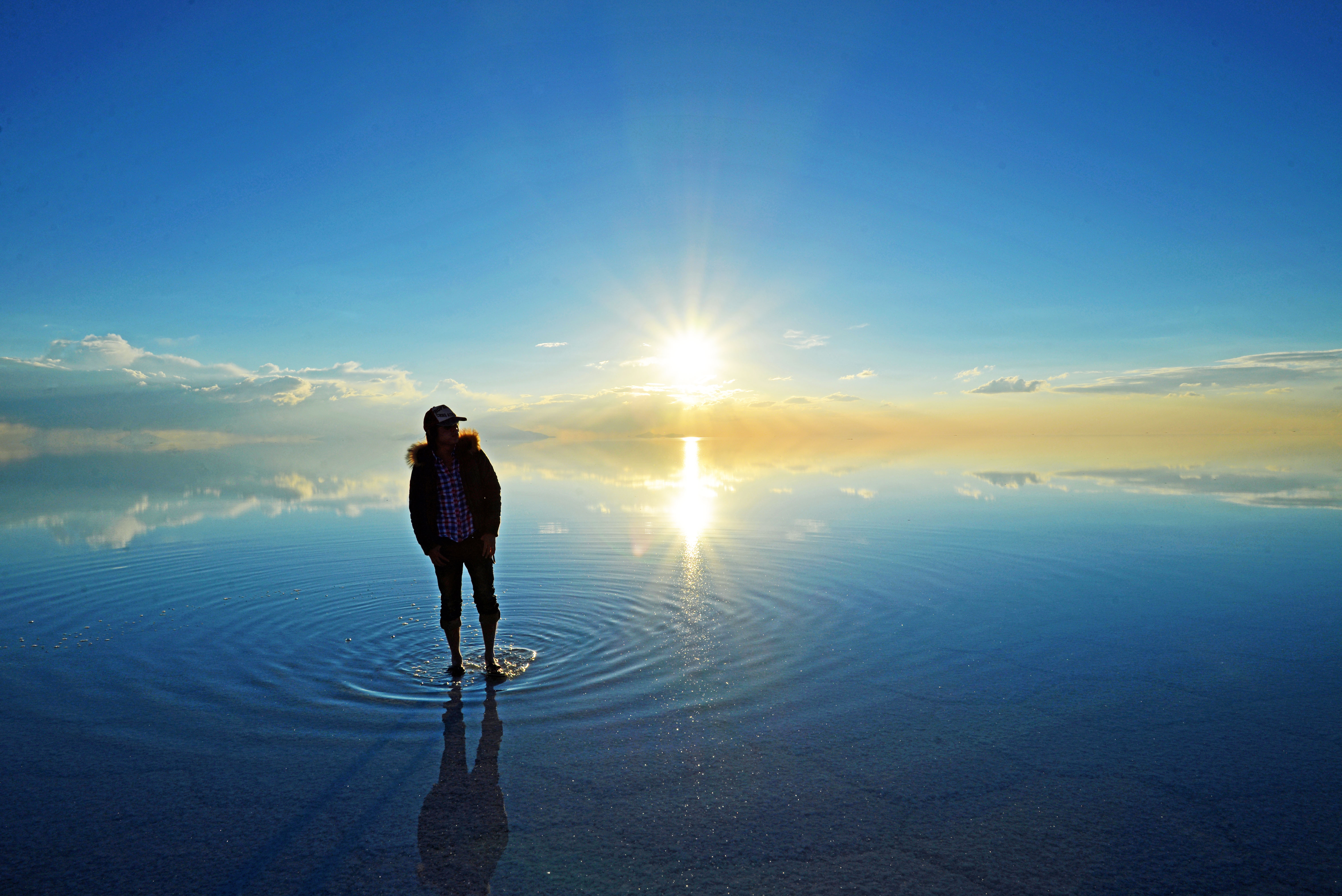
Salar de Uyuni 2013
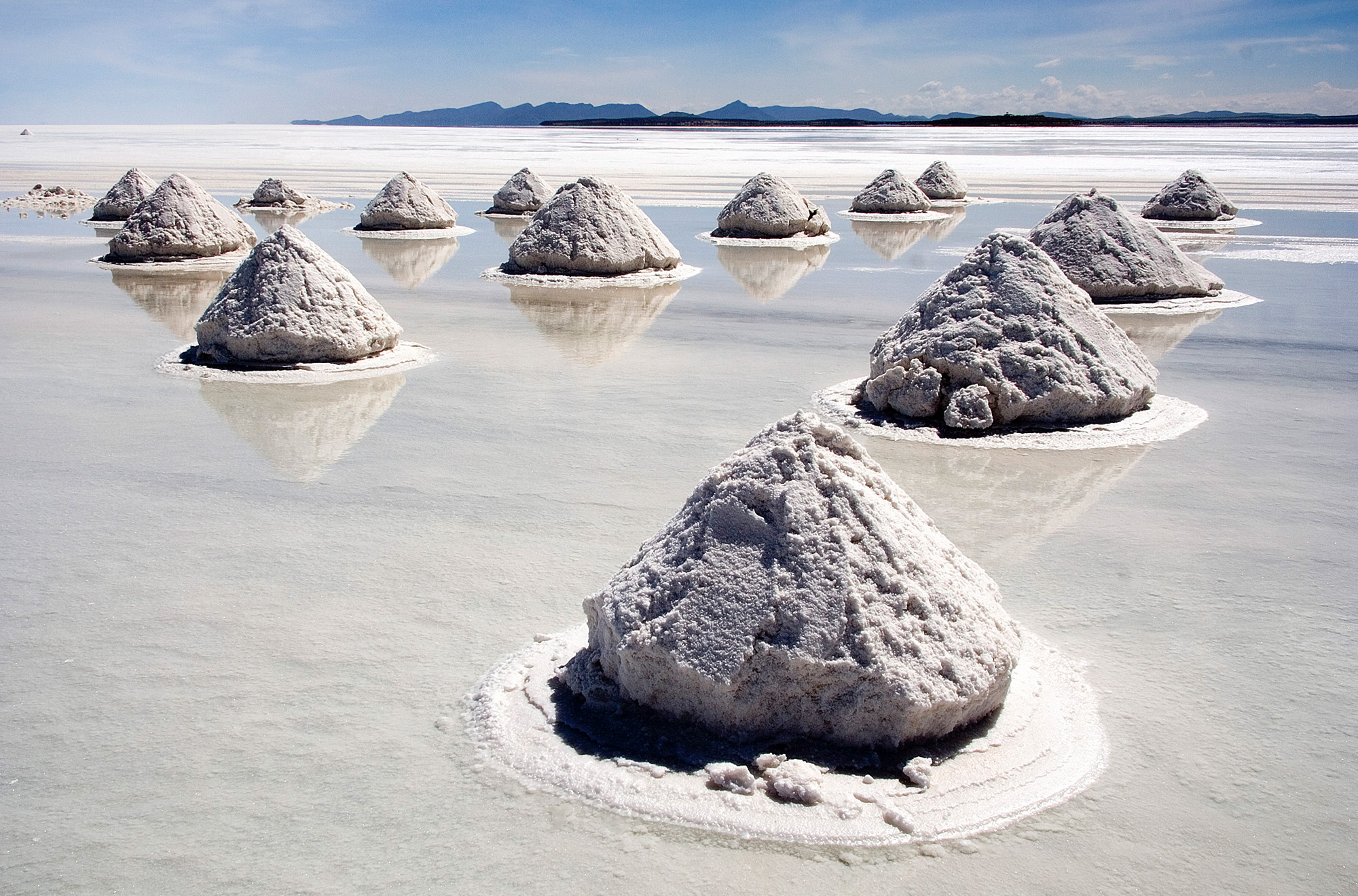
Những ụ muối ở Salar
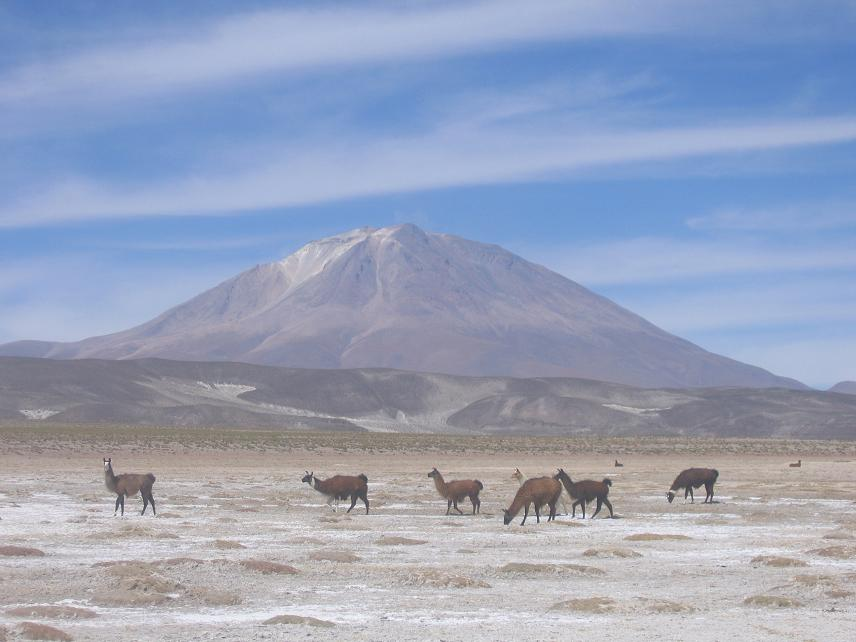
Lạc đà không bướu
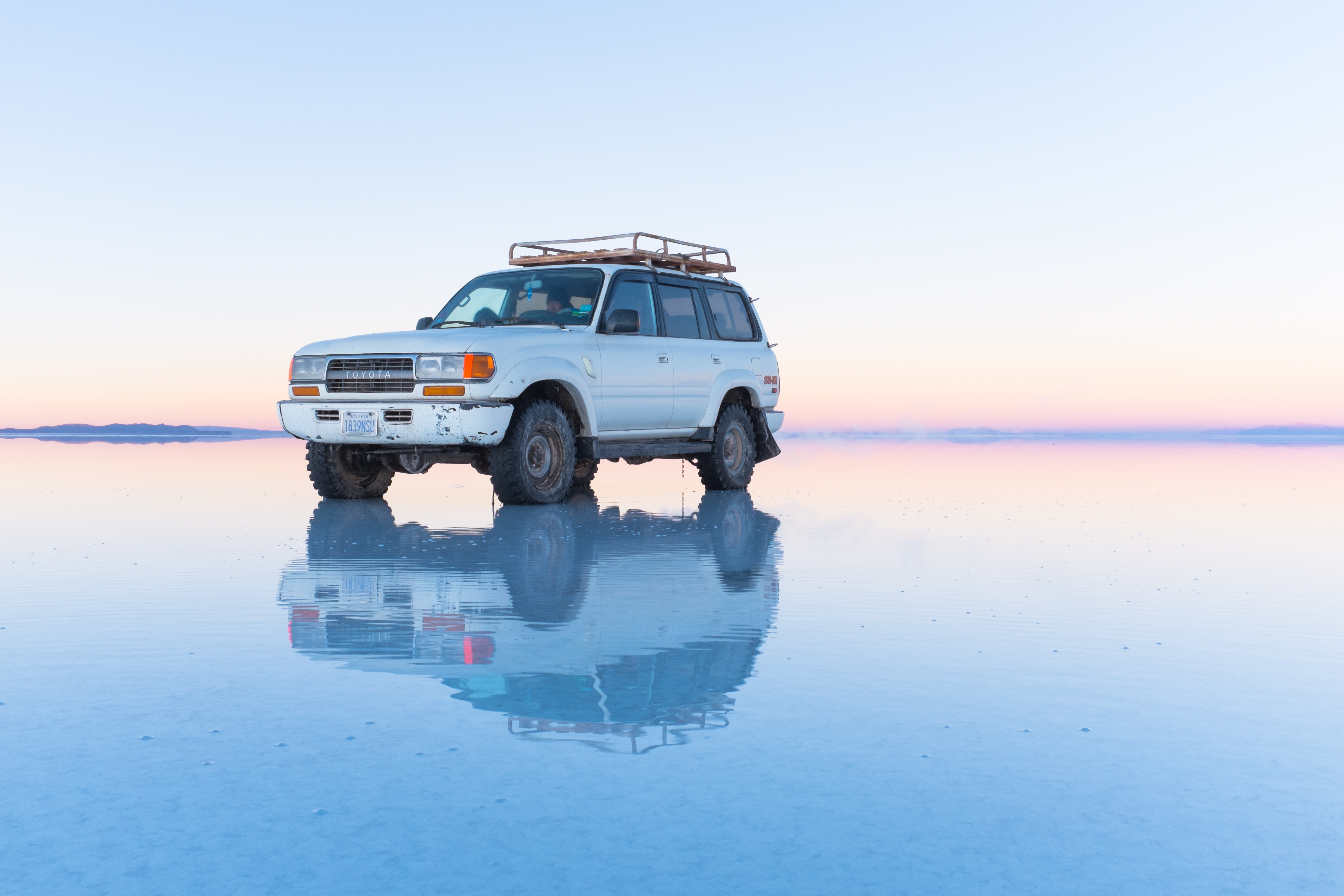
Phản chiếu tại Salar de Uyuni
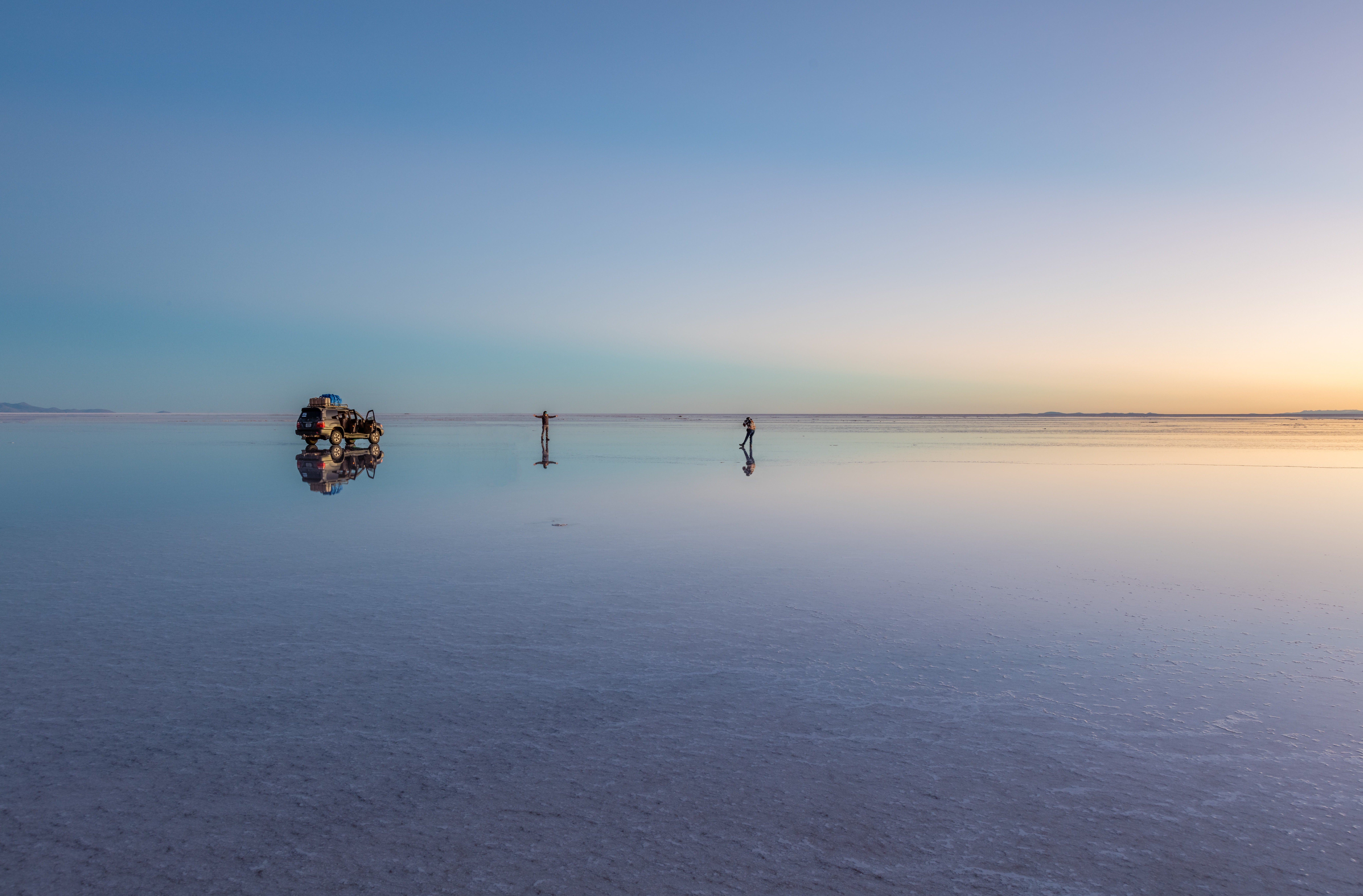
Phản chiếu lúc hoàng hôn